# Parafia św. Anny w Zabrzu
Parafia Świętej Anny w Zabrzu – parafia metropolii katowickiej, diecezji gliwickiej, dekanatu zabrzańskiego Kościoła katolickiego obrządku łacińskiego. 

## Historia parafii
Powstała w 1905 roku. Na terenie parafii działała m.in. Śląska Szkoła Ikonograficzna.
Konsekracji kościoła parafialnego św. Anny w 1900 roku dokonał kard. Georg von Kopp.

## Proboszczowie
- ks. dziekan Jan Peschka (1906–1938)[3][1]
- ks. prał. Franciszek Pieruszka (1938–1954, 1957–1986)[3]
- ks. Stanisław Geneja (1954–1956, administrator)[3]
- ks. prał. Józef Kusche (1986–2012)[3]
- ks. prał. Grzegorz Skop (od 2012)[3]